# Retardat
Das Retardat (lateinisch retardatio), auch Drangsal genannt, ist ein bergrechtlicher Vorgang im frühen Bergbau. Dadurch war es möglich, einem Kuxinhaber seine Anteile von Amts wegen zu entziehen. Der aus dem Lateinischen stammende Begriff bedeutet so viel wie Verzögerung einer Leistung. Das Verfahren der Retardatsetzung war in den älteren Bergordnungen geregelt. In den neueren Berggesetzen der zweiten Hälfte des 19. Jahrhunderts wurde das Retardat, bis auf zwei Ausnahmen, abgeschafft und die Beitreibung der fälligen Zahlungen anderweitig geregelt. Hier war die Klage vor einem ordentlichen Gericht gegenüber dem säumigen Gewerken gut geeignet. Nur in der Bergordnung für Lippe-Detmold und der Bergordnung für Nassau wurde das Retardat beibehalten.

## Der Vorgang
Wurde ein Quatember durch eine Grube mit Verlust abgeschlossen, so mussten die Inhaber der Grube eine Zubuße bezahlen. Die Höhe der Zubuße richtete sich nach der Zahl der Kuxe, die ein Kuxinhaber besaß. Außerdem mussten die Gewerken weitere Abgaben, z. B. das Rezessgeld, entrichten. Konnte ein Kuxinhaber die Zubuße oder die weiteren Abgaben, die dem Betrieb des gemeinschaftlichen Bergwerks dienten, nicht bezahlen, so wurden seine Zechenanteile ins Retardat gestellt und er wurde von der Gewerkschaft ausgeschlossen. Die Kuxe des säumigen Zahlers wurden auf Antrag des zuständigen Schichtmeisters im Gegenbuch eingetragen. Diese ins Retardat gestellte Kuxe wurden in der Regel dann mit einem "R" gekennzeichnet. Dem säumigen Zahler wurde nun eine Frist gesetzt, innerhalb derer er die fällige Zubuße und die nächste fällige Zahlung tätigen musste. Die Länge dieser Frist war in den einzelnen Bergrevieren unterschiedlich geregelt. Dem säumigen Gewerken wurde ein sogenannter „peremtorischer Termin“ gesetzt, bis zu welchem die Zahlung spätestens erfolgen musste. Dieser Termin lag in der Regel zwischen vier bis sechs Wochen nach der Bekanntgabe der Retardatsetzung.
Wurde die Zahlung nach Ablauf der Frist nicht getätigt, so waren die Kuxe nun im Retardat verstanden. Man bezeichnete diese Kuxe als „caducirt“. Dem säumigen Gewerken konnten nun von der Bergbehörde, ohne Einhaltung weiterer Fristen, seine Anteilscheine für verlustig erklärt werden. Bevor diese Kuxe dem säumigen Gewerken jedoch gänzlich aberkannt wurden, ließ man, je nach Bergbauregion, zwischen acht Wochen und drei Quartalen verstreichen. Die säumigen Gewerken hatten auch die Möglichkeit, durch Zahlung eines Abschlages der Caducierung der Kuxe vorbeugen. Dieser Vorgang, die Zahlung einer Abschlagszahlung, bezeichnete man als Anhängigmachen. Der säumige Gewerke musste nun den noch ausstehenden Betrag innerhalb einer weiteren Frist bezahlen. Diese Frist endete in der Regel mit Ablauf der sechsten Woche des folgenden Quartals. Allerdings wurde dieser Vorgang (Anhängigmachen) nicht immer angewendet. Konnte der säumige Gewerke trotz aller eingeräumten Fristen nicht zahlen, so wurde er seiner Kuxe verlustig. Diese sogenannten Retardatkuxe konnten die anderen Gewerken nun unter sich verteilen. Lehnten die Gewerken die Annahme dieser Kuxe ab, konnten sie durch den Schichtmeister frei gehandelt werden. Die frei gewordenen Kuxe wurden dann zum Wohle der Grubenkasse öffentlich verkauft. Eine Möglichkeit das Verfahren abzuwenden war die Anwendung des Abandonrechtes.